# 하북면
하북면(下北面)은 대한민국 경상남도 양산시의 면이다. 하북면은 경상남도 동남부에 위치하며, 동쪽과 북쪽으로는 울산광역시 울주군 삼동면, 서쪽은 상북면과 원동면, 남쪽은 소주동과 상북면에 각각 닿아 있다. 또 북쪽으로부터 영축산 계곡에서 흘러내리는 하천과 천성산 계곡에서 흐르는 하천 등이 합하여 하북면 중앙부를 남북으로 가로질러 양산천이 흐르고 있다. 하북면은 가지산을 거쳐온 낙동정맥은 영축산 지경고개, 솥발산, 정족산, 천성산으로 이어지고 영축산에서 오룡산은로 분기한 영축지맥과의 사이에 위치하여 양산천의 최상류를 이루고 있다. 중앙으로 경부고속도로가 남북으로 통과한다.

## 연혁
665년 신라 문무왕 5년 삽량주에 속하였으나 757년 경덕왕 16년에는 행정구역 개편으로 9주 5소경 중 양주의 일부가 되었다. 고려 태조 때 양주(良州)에서 양주(梁州)로 개칭할 때 양주에 소속되었다가, 고려 성종 14년에《고려사》 지리지에 영남도, 영동도, 산남도, 중에서 영동도에 속해 있었다. 1413년 조선 태종 13년에 지방행정조직으로 현재의 면을 향, 또는 방으로 칭하여 양주가 ‘양산군’으로 개칭되었고, 하북면은 양산군에 속하게 되었다. 언제부터인지 확실한 기록은 없지만 1897년 이전에는 현재의 상북면, 상삼, 좌삼, 신전, 석장(현재 외석리)과 하북면 삼감, 용연, 말응(현재 녹동), 답곡, 삼수, 초산, 순지 11개 리를 ‘하북방’이라 칭하다가 1897년 상삼과 좌삼, 석장, 신전리를 분할하여 ‘중북방’이라고 했다. 일제시대 1910년 조선총독부 관제 개편 때 하북면은 17개 마을에서 8개 법정리동으로 개편되었다. 위와 같이 8개 법정리동으로 정비되면서 면사무소를 답곡리 성천 마을에 두었다가, 1918년 현 위치에 이전하여 오늘에 이르고 있다.

## 행정 구역
- 답곡리
- 백록리
- 삼수리
- 용연리
- 초산리
- 지산리
- 순지리
- 삼감리

## 교육
- 용연초등학교
- 하북초등학교
- 보광중학교
- 보광고등학교
- 임업기술훈련원

## 명소·관광지
- 통도사
- 내원사
- 통도환타지아